# Gert Postel
Gert Uwe Postel (* 18. Juni 1958 in Bremen) wurde als Hochstapler bekannt, der zwischen 1980 und 1997 mehrfach mit gefälschten Urkunden als Arzt angestellt worden war. Teilweise bekleidete Postel hierbei als Dr. med. Dr. phil. Clemens Bartholdy leitende Positionen.

## Biografie

### Kindheit und Jugend
Postel wuchs als einziges Kind eines Mechanikers und einer Schneiderin in Stuhr bei Bremen auf. Nach eigenen Angaben hatte er „eine traurige Kindheit“ und nicht selten Suizidgedanken. Einen Spaß machte er sich als Jugendlicher daraus, den regionalen Weser-Kurier mit kleinen Falschmeldungen aufs Glatteis zu führen.
Nach Abschluss der Hauptschule, laut eigenen Angaben die ehemalige Volksschule Bremen Grolland, heute Schule Grolland, holte Postel durch den Besuch einer Abendschule die Mittlere Reife nach. 1976 schloss er eine Ausbildung zum Zusteller ab und arbeitete anschließend bis August 1977 als Postbote für die Deutsche Bundespost.
Nach dem Tod seiner Mutter 1979, die sich laut Postels Angaben aufgrund psychiatrischer Falschbehandlung umbrachte, sei er „auf die schiefe Bahn geraten“. Noch im selben Jahr bewarb sich Postel mit einem falschen Abiturzeugnis beim Oberlandesgericht Bremen für eine Ausbildung zum Rechtspfleger; nach vier Monaten flog der Schwindel auf. Es wurde jedoch davon abgesehen, eine Jugendstrafe zu verhängen, und Postel auferlegt, 700 DM an eine gemeinnützige Einrichtung zu spenden.

### Hochstapelei als Akademiker und Arzt
Nach dem Auszug aus dem Elternhaus mietete Postel unter falschem Namen und mit falschem akademischem Grad Ende 1979 eine Wohnung in Bremen. Im März 1980 wiederholte er dieses Vorgehen und legte dazu unter anderem einen gefälschten Ausweis der Zahnärztekammer vor. Es sei ihm dabei nicht um Betrug gegangen, sondern nur darum, die Suche im angespannten Wohnungsmarkt zu beschleunigen. Nach Aufdeckung seiner wahren Identität wurde er Ende desselben Jahres durch das Amtsgericht Bremen wegen unbefugter Führung eines akademischen Grades und Verwendung der Berufsbezeichnung „Arzt“ zu einer Geldstrafe von 30 Tagessätzen zu je 20 DM verurteilt.
Bei der Bewerbung um eine Stelle in einem Fachkrankenhaus für Psychotherapie in Neuenkirchen in der Nähe von Oldenburg wies sich Postel erstmals auch mit einer gefälschten Approbationsurkunde aus, gab an, direkt von der Universität zu kommen und erhielt daraufhin die ausgeschriebene Stelle. Auf seine neue Rolle hatte sich Postel umfänglich durch den Besuch von Psychologie- und Soziologievorlesungen an der Universität Bremen vorbereitet, hatte Fachbücher gelesen und so gut wie möglich die Arztsprache assimilieren gelernt. Ein Vierteljahr lang arbeitete Postel in Oldenburg und übte sein Auftreten als Arzt, bevor er im April 1981 wieder nach Bremen zurückkehrte. Hier bekleidete er vier Wochen lang eine leitende Position im Rehabilitationszentrum beim Berufsbildungswerk des Bremer Reichsbundes, bis eine Richterin in ihm den ehemaligen Rechtspflegeranwärter vom Oberlandesgericht Bremen wiedererkannte. Zwischenzeitlich hatte Postel als Notarzt in Vertretung gearbeitet, bei dieser Tätigkeit Medikamente verordnet und Patienten in Krankenhäuser eingewiesen. Weil Postel Reue zeigte, wurde das Verfahren gegen ihn gegen Zahlung einer Geldauflage in Höhe von 600 DM eingestellt.
Anfang März 1982 bewarb sich Postel unter dem Namen Dr. Klaus Höfer um die Stelle eines Truppenarztes bei der Bundeswehr und gab an, in Medizin und Psychologie promoviert zu sein. Die 11. Panzergrenadierdivision verlangte zur Überprüfung dieser Angaben die Originaldokumente. Postel erstattete daraufhin vorsorglich Selbstanzeige. Das Verfahren gegen Postel wurde nach § 154 Strafprozessordnung eingestellt.

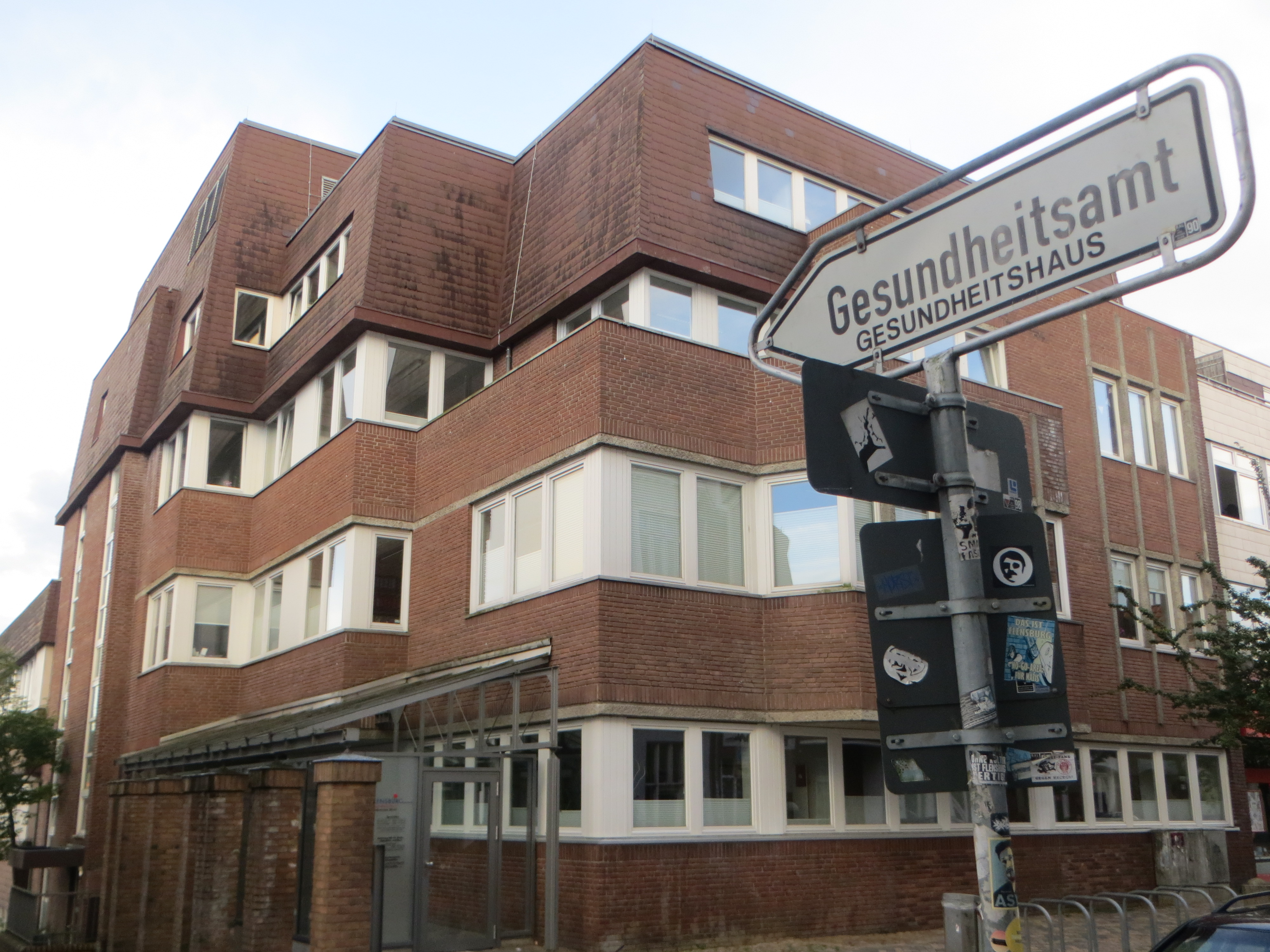
Das Gesundheitshaus in der Flensburger Norderstraße (2014)

Kurz darauf, im September 1982, bewarb sich der zu diesem Zeitpunkt 24-jährige Postel als Dr. med. Dr. phil. Clemens Bartholdy um die in Flensburg ausgeschriebene Stelle eines stellvertretenden Amtsarztes. Dort stellte er sich unter lückenlosen Angaben zu Werdegang und Promotion als Sohn eines Medizinalrates und einer Medizinaldirektorin vor. Seine Angaben zu Prüfungsergebnissen und Berufsweg belegte er mit gefälschten Urkunden. Obwohl die Bewerbungsunterlagen damit noch nicht vollständig waren, wurde Postel eingestellt, nachdem er zuvor Kontakt zu Amtsleiter Wolfgang Wodarg aufgebaut und dessen Vertrauen erworben hatte. Unter Postel sanken die psychiatrischen Unterbringungen auf Antrag von über 95 % der Anträge auf lediglich 10 %. Infolgedessen und aufgrund seiner Fehlleistungen wurde Postels Aufgabenbereich mehr und mehr reduziert.
Einer angedachten Versetzung an eine städtische Beratungsstelle widersprach Postel und schied aus seinem Dienst aus. Kurz bevor er im April 1983 eine neue Anstellung an der Universitätsnervenklinik in Kiel antreten konnte, verlor Postel in Flensburg Unterlagen, unter denen sich zwei Ausweise mit seinem Lichtbild fanden, die allerdings auf unterschiedliche Namen ausgestellt waren. Postel versuchte unterzutauchen und wurde von Polizeibeamten in Bremen aufgegriffen. Im Dezember 1984 erhielt Postel wegen mehrfacher Urkundenfälschung, missbräuchlichen Führens akademischer Titel und Betruges eine einjährige Freiheitsstrafe, ausgesetzt zur Bewährung.
Dies hielt ihn nicht davon ab, sich umgehend auf neue Arztstellen zu bewerben. So folgte etwa eine Anstellung in der Privatklinik von Julius Hackethal in Riedering im Landkreis Rosenheim.
Im Jahr 1986 stand Postel in Bremen ein weiteres Mal vor Gericht, weil er einer Staatsanwältin, die seine Annäherungsversuche ablehnte, bis zu deren psychischem Zusammenbruch nachgestellt hatte. Der Gerichtsreporter Gerhard Mauz schrieb, nicht nur in diesem Fall sei Postel mit Frauen bitterböse umgegangen. Wie viele er beschädigt und zerstört habe, sei eine endlose, unsägliche Geschichte. Gisela Friedrichsen schrieb 1998, dass Frauen Postels Weg säumten, und zitierte Peggy Parnass, die ihn „im wahrsten Sinne des Wortes am eigenen Leib erlebt[e]“: „Frauen möchten so gern glauben, daß sie geliebt werden. Jemand wie Postel hat Erfolg bei erfolgreichen Frauen, weil er sie daran erinnert, daß sie eigentlich Frauen sind.“

### „Karriere“ nach der deutschen Einheit
Nach seiner Einschreibung für ein Studium der katholischen Theologie in Münster soll Postel nach Eigenangaben am 1. Mai 1991 von Papst Johannes Paul II. in Rom zu einer Privataudienz empfangen worden sein.
In Berlin arbeitete Postel 1994 für wenige Monate im Berufsförderungswerk als psychiatrischer Gutachter, danach war er kurzzeitig bei der Stuttgarter Landesversicherungsanstalt beschäftigt. Beide Stellen gab er von selbst wieder auf.
Als Zeuge wurde Postel Anfang 1995 im „Schubladen-Ausschuss“ des Landtags Schleswig-Holstein vernommen. Hintergrund war seine publik gewordene langjährige Freundschaft zu dem Journalisten Reiner Pfeiffer, der auch als Ghostwriter für das 1985 erschienene Buch von Postel Die Abenteuer des Dr. Dr. Bartholdy fungiert haben soll. Postel behauptete, maßgeblichen Anteil an der früheren Barschel-Affäre gehabt zu haben. Ob und inwieweit Postel involviert war, konnte nicht sicher eruiert werden.

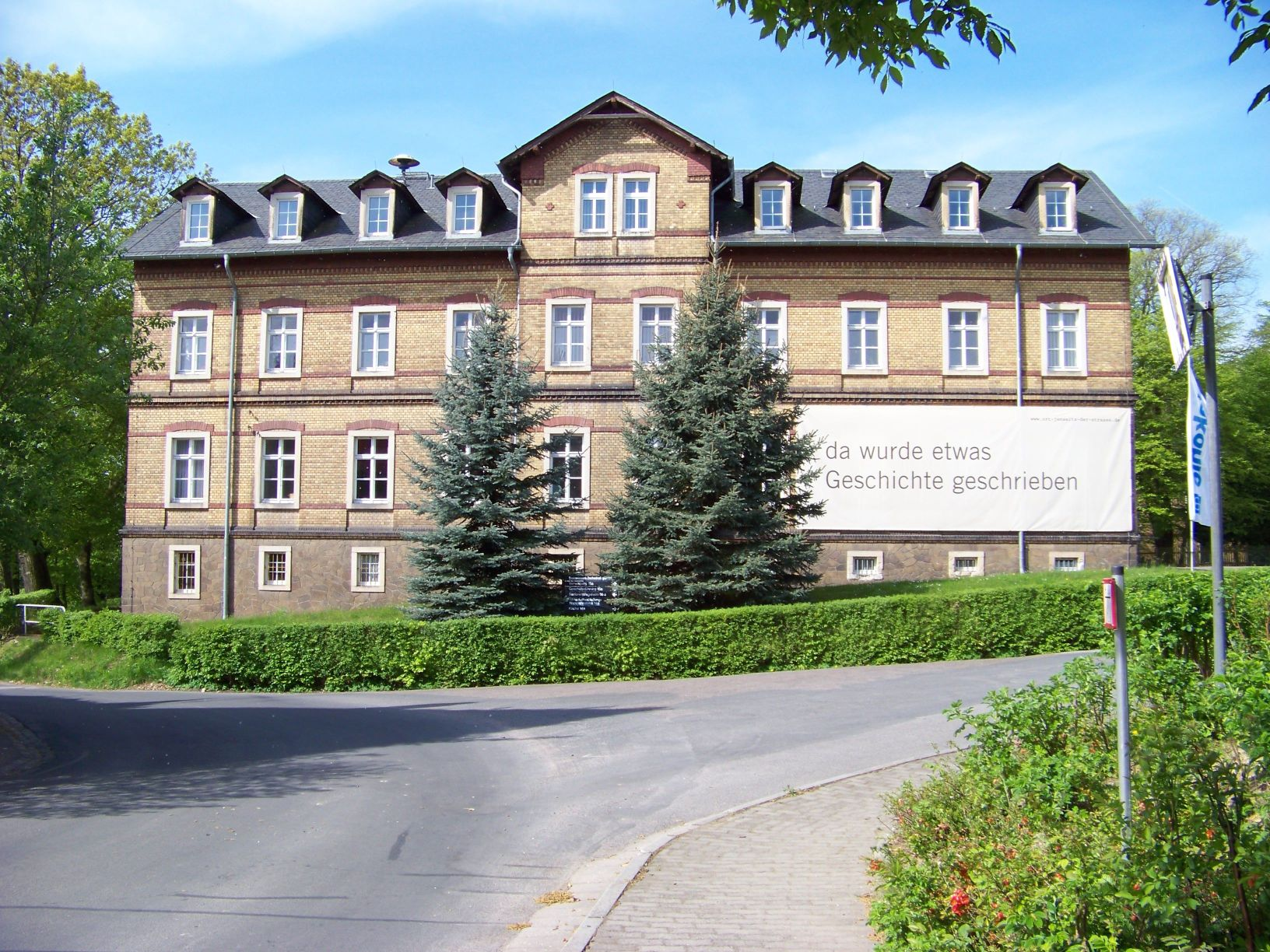
Das Haus 15a der Zschadraßer Psychiatrie mit einem Plakat mit der Aufschrift „da wurde etwas Geschichte geschrieben“

Auf die „Wirren der deutschen Einheit und die Tatsache […], dass der Eiserne Vorhang einst eine geniale Isolation war“, führt man zurück, dass es Postel trotz seiner Vorgeschichte gelang, sich im sächsischen Zschadraß erfolgreich unter seinem echten Namen für eine Stelle als Oberarzt im Maßregelvollzug im dortigen Fachkrankenhaus für Psychiatrie zu bewerben, die er im November 1995 antrat. Es war Postels mindestens sechste Anstellung als Psychiater. Nach dem Jahreswechsel war das sächsische Kabinett aufgrund der persönlichen Unterstützung von Sozialminister Hans Geisler bereit, Postel eine C4-Professur als Chefarzt in der forensischen Abteilung am Sächsischen Krankenhaus Arnsdorf anzubieten, einem landeseigenen Fachkrankenhaus für Psychiatrie und Neurologie in Arnsdorf im Landkreis Bautzen. Postel lehnte jedoch, vermutlich nach einem schwierigen Gespräch mit dem Ärztlichen Leiter Hubert Heilemann, ab. Im Juli 1997 wurde er in Zschadraß enttarnt, nachdem eine Ärztin Besuch von ihren Eltern aus Schleswig-Holstein bekommen hatte, man im Gespräch zufälligerweise auf Postel zu sprechen kam und den Eltern dieser Name bekannt war.
Eine Staatsanwältin aus Leipzig, mit der Postel nach Eigenaussage eine kurzzeitige Beziehung führte, habe ihn daraufhin vor seiner anstehenden Verhaftung gewarnt. Erneut konnte Postel so bis zu seiner Ergreifung in Stuttgart am 12. Mai 1998 abtauchen, zwischenzeitlich unterstützt von einer Richterin aus Stuttgart, mit der er ebenfalls eine Affäre gehabt haben soll. Postel wurde 1999 schließlich vom Landgericht Leipzig wegen mehrfachen Betruges, Urkundenfälschung, Täuschung und Missbrauchs von akademischen Titeln zu einer Freiheitsstrafe von vier Jahren verurteilt.

### Nach der Haftentlassung
Nach seiner vorzeitigen Entlassung im Januar 2001 veröffentlichte Postel das während seiner Haftzeit verfasste Buch Doktorspiele – Geständnisse eines Hochstaplers über seine Lebensgeschichte, das zum Bestseller avancierte. Der Titel des Buches ist eine direkte Anlehnung an Thomas Manns Roman Bekenntnisse des Hochstaplers Felix Krull. Das Vorwort eines Dr. Gert von Berg stammt von Postel selbst.
Postel wohnt in Tübingen und ist mit einer Stuttgarter Juristin verheiratet.

## Einschätzungen und Rezeption

### Journalistisch und rechtlich
Der Werdegang Postels und die ihn betreffenden Strafprozesse zogen breite öffentliche Aufmerksamkeit nach sich. Der Hochstapler war Gast in einer Vielzahl an Fernsehformaten, seine Geschichte wurde in unzähligen Interviews zu beleuchten versucht und Postel gab ausverkaufte Lesungen. Die als Bloßstellung des Psychiatriebetriebs gesehenen Darstellungen Postels fanden Beifall, nicht zuletzt in der Antipsychiatriebewegung. Manchen gilt Postel als Kult, andere sähen „den Fälscher und Betrüger lieber heute als morgen in Sicherungsverwahrung.“
Die Flensburger Sozialverwaltung versuchte während des Prozesses 1984, eigene Versäumnisse kleinzureden. Das Gericht hielt abschließend fest, es sei Postel durch Gutgläubigkeit, mangelndes Misstrauen und fahrlässiges Übersehen offenkundiger Anzeichen leicht gemacht worden. Bei Beschwerden gegen von Postel erstellte Gutachten und durchgeführte Entscheidungen nach seiner Verurteilung wurden zugrundeliegende Befunde aus seiner Feder jedoch regelmäßig vom Landgericht bestätigt. Zusätzliche Honorare im mittleren fünfstelligen DM-Bereich, die er für psychiatrische Gutachten während seiner Zeit im sächsischen Zschadraß bekommen hatte, durfte Postel behalten. Eine Rückforderung auf dem Klageweg hätte nur dann Aussicht auf Erfolg gehabt, wenn Expertisen bei der Prüfung durch ein Gericht zurückgewiesen worden wären. Dass es „Fachkollegenschaft und Justiz offenbar ratsamer [fanden], ein fait accompli durchzuwinken, als sich in Unbequemlichkeiten zu stürzen, [dürfte dem] Ansehen der Psychiatrie […] mehr als alles andere geschadet haben, denn es steckt darin das Eingeständnis: Er hat es letztlich doch so gut gekonnt wie wir.“
In einem Gutachten, das die Einschätzung der Schuldfähigkeit Postels zum Ziel hatte, heißt es über diesen: „Er ist stark ich-bezogen, es fehlt die Fähigkeit zur Selbstkritik.“ Postel agiere anderen gegenüber deutlich herablassend, Kritik begegne er verunsichert, gereizt und aggressiv. Schon als Kind habe er sich in Phantasiewelten geflüchtet, sein Hochstaplertum sei einer Sucht ähnlich und die „Trostlosigkeit seines wirklichen Lebens trieb ihn immer wieder in seine Rollen hinein“. Während Postels Betätigung im Arztbetrieb fiel Fachleuten jedoch eine Persönlichkeitsstörung nicht auf.
Die „Methode Postel“ habe darin bestanden, Personen unter der Vorgabe falscher Identitäten telefonisch zu kontaktieren, um „erschwindelte Qualifizierungen und Positionen flankierend abzusichern“. So erlangte er als vermeintlicher Staatsanwalt Informationen über den Stand der Ermittlungen in eigener Sache; als „Psychiatrieprofessor“ lobte er gegenüber Ministerialmitarbeitern die angeblichen Qualifikationen eines gewissen Bewerbers namens Postel; in kleineren Verfahren gegen sich selbst erreichte er eine Verfahrenseinstellung, indem er als angeblicher Richter darauf hinwies, dass schon bald ein größeres Verfahren anstehe: „da brauchen Sie […] mit so einem kleinen Fisch gar nicht mehr aktiv zu werden“. „Mit diesem System der sich gegenseitig stabilisierenden Hochstapeleien ist der gelernte Postschaffner im Prä-Internetzeitalter bemerkenswert weit gekommen“, so der Journalist Henning Bleyl.
Helmut Höge zufolge orientierte Postel sein ganzes Tun an Personen, die es „geschafft“ und eine Machtposition innehatten. Insbesondere Frauen, die von diesen abhängig waren, soll er verachtet haben: „Bei dem falschen Arzt Postel waren das erst Prostituierte und zuletzt Patientinnen mit schweren psychischen Problemen. Er behandelte sie alles andere als freundlich.“
Oftmals wird darauf verwiesen, Postel habe als Hochstapler keinen wirklichen Schaden angerichtet. Gerichtsreporter Michael Mielke merkt hierzu kritisch an: „Obwohl er während seiner fast zweijährigen Tätigkeit als Leiter des Maßregelvollzugs dutzende Male vor Gericht als Gutachter auftrat und deswegen Prozesse danach neu aufgerollt werden mußten. Obwohl Postel psychisch Kranke behandelte und ihnen auch Medikamente verordnete.“ Weiterhin habe er Facharztprüfungen abgenommen und dabei Aspiranten durchfallen lassen.
Armin Nack, damaliger Vorsitzender Richter am Bundesgerichtshof, lobte rückblickend in einem Vortrag 2012 an der Universität Passau Postels Tätigkeit als psychiatrischer Gutachter in einem von Nack verantworteten Fall. Postels Arbeit sei trotz zwei weiterer mit dem Fall befasster gelernter Psychiater die beste gewesen. Seine Leistungen während der Probezeit in der Zschadraßer Psychiatrie wurden vom damaligen Krankenhausleiter Horst Krömker als „überdurchschnittlich“ beurteilt. Postel meinte hierzu: „Wer die Dialektik beherrscht und die psychiatrische Sprache, der kann grenzenlos jeden Schwachsinn formulieren und ihn dann in das Gewand des Akademischen stecken.“

### Künstlerisch
1989 wurde der Spielfilm Eine unheimliche Karriere ausgestrahlt, der die Motive des Geschehens in Flensburg sehr frei in Form einer Komödie aufgriff. Helmut Zierl spielte in der Hauptrolle den Hochstapler „Dr. Dr. Sylvester“, der einen Posten im Gesundheitsamt übernimmt.
2001 produzierte Stephan Lamby die Dokumentation Der Hochstapler – Die schwindelerregende Karriere des Postboten Gert Postel.
Im Juni 2002 folgte in der ARD unter dem Titel Der Unwiderstehliche – Die 1000 Lügen des Gert Postel unter Regie von Kai Christiansen ein Doku-Drama, das neben Spielfilmszenen mit Uwe Bohm in der Titelrolle auch Originalausschnitte aus einem Interview mit Postel verwendet.
Auch in der Spiegel-TV-Produktion Hochstapler – Von professionellen Lügnern und Betrügern unter der Regie von Ulrike Peichert von 2011 wird der Fall Postel beleuchtet.
Die deutsche Rapperin Pilz thematisierte Postels Lebensgeschichte im gleichnamigen Song auf ihrem 2015 erschienenen Album Beef.
Auch in der 1143. Episode der Krimireihe Tatort Limbus wird Postels Fall aufgegriffen.
Bei Simplicissimus wurde über die Geschichte von Postel in Form eines Videos auf YouTube berichtet, das über 1,5 Millionen Abrufe verzeichnete.

## Veröffentlichungen
- Gert Postel u. Reiner Pfeiffer: Die Abenteuer des Dr. Dr. Bartholdy – Ein falscher Amtsarzt packt aus. Brockkamp, Bremen 1985, ISBN 978-3-922496-16-8.
- Gert Postel: Doktorspiele – Geständnisse eines Hochstaplers. Eichborn, Köln 2001; Goldmann, München 2003, ISBN 3-442-15247-X.